# Grand Prix automobile d'Autriche 2020
GP précédent GP suivant
Le Grand Prix automobile d'Autriche 2020 (Formula 1 Rolex Grosser Preis von Österreich 2020) disputé le 5 juillet 2020 sur le circuit de Spielberg, est la 1019e épreuve du championnat du monde de Formule 1 courue depuis 1950 et la première à se disputer sans aucun spectateur. Il s'agit de la trente-troisième édition du Grand Prix d'Autriche comptant pour le championnat du monde de Formule 1. Initialement prévue pour être la onzième étape du championnat 2020, elle en devient la première manche après l'annulation des dix premières courses prévues au calendrier en raison de la pandémie de Covid-19. L'épreuve se dispute pour la trente-deuxième fois depuis 1970 sur le circuit de Spielberg, devenu propriété de Red Bull, d'où le nom actuel du circuit, Red Bull Ring.
Devant des gradins vides et dans des conditions drastiques pour tous les acteurs présents à Spielberg en raison des mesures prises dans le cadre de la crise sanitaire mondiale, Valtteri Bottas n'a besoin que d'une tentative en Q3 pour réaliser la douzième pole position de sa carrière, au volant d'une Mercedes W11 largement supérieure à la concurrence. Lewis Hamilton, auteur du deuxième temps à 12 millièmes de seconde de son coéquipier, est pénalisé d'un recul de trois places sur la grille pour ne pas avoir ralenti sous drapeau jaune lors de la sortie de piste de Bottas lancé dans sa deuxième tentative. Max Verstappen accompagne alors le Finlandais en première ligne et Lando Norris obtient sa meilleure place sur la grille avec sa McLaren MCL35, tout comme Alexander Albon qui complète la deuxième ligne. Hamilton part en troisième ligne aux côtés de Sergio Pérez. Charles Leclerc ne fait pas mieux que le septième temps, à neuf dixièmes de seconde de sa pole position de 2019 ; la Ferrari SF1000, souffrant d'un terrible déficit en vitesse de pointe, ne permet pas à Sebastian Vettel d'atteindre la troisième phase des qualifications : il s'élance onzième, en sixième ligne.
La course est intégralement menée par Bottas, suivi comme son ombre à partir du onzième tour par son coéquipier Hamilton qui ne trouve jamais l'ouverture, malgré trois relances consécutives à autant de sorties de la voiture de sécurité. Alors qu'une panne électronique élimine Verstappen au bout de onze tours et que le Grand Prix voit neuf pilotes abandonner, la course s'anime réellement avec la deuxième sortie de la voiture de sécurité à la suite de l'abandon de George Russell à vingt tours de l'arrivée. Leclerc, Albon et Norris, notamment, en profitent pour chausser des pneus frais alors que les trois premiers (Bottas, Hamilton et Pérez) n'ont pas cette opportunité, ayant déjà dépassé l'entrée de la voie des stands. La voiture de sécurité reprend une dernière fois la piste après la perte d'une roue pour Kimi Räikkönen et, à la relance au soixante-et-unième tour, Alexander Albon attaque Hamilton pour le gain de la deuxième place : il s'infiltre à l'extérieur du virage no 4, mais le Britannique l'expédie en tête-à-queue, ce qui lui vaut une pénalité de cinq secondes. Charles Leclerc, désormais le plus rapide en piste, dépasse tour à tour Lando Norris puis Sergio Pérez et, de façon inespérée compte tenu du niveau de performance de sa Ferrari, se retrouve troisième sur la piste puis dauphin du vainqueur finlandais à l'arrivée. À l'attaque du dernier tour, Norris, en quatrième position à plus de cinq secondes d'Hamilton, réalise le meilleur tour en course et obtient, à 20 ans, le premier podium de sa carrière. 
Hamilton se classe quatrième devant Carlos Sainz Jr. et Sergio Pérez, lui aussi pénalisé de cinq secondes (pour excès de vitesse dans la voie des stands) ; suivent les Français Pierre Gasly et Esteban Ocon, qui marque quatre points pour son retour à la compétition. Antonio Giovinazzi amène son Alfa Romeo au neuvième rang et Sebastian Vettel (parti en tête-à-queue au 31e tour pour une attaque trop optimiste sur Sainz) prend le dernier point en jeu. 
Grâce à la huitième victoire de sa carrière, Bottas prend la tête du championnat avec 25 points devant Charles Leclerc (18 points) et Lando Norris (16 points dont le point supplémentaire du meilleur tour en course). Hamilton démarre sa quête d'un septième titre avec un capital de 12 points. L'écurie Mercedes Grand Prix prend les devants au championnat constructeurs avec 37 points, devant McLaren (26 points), Ferrari (19 points) et Racing Point (8 points) ; suivent Renault (6 points), AlphaTauri (4 points) et Alfa Romeo (2 points), Red Bull, Haas et Williams n'ayant pas marqué. Le plateau de la Formule 1 reste sur place pour y disputer, une semaine plus tard, le Grand Prix de Styrie, deuxième manche du championnat.

## Pneus disponibles
| Pneus pour piste sèche | Pneus pour piste sèche | Pneus pour piste sèche | Pneus pluie    | Pneus pluie |
| ---------------------- | ---------------------- | ---------------------- | -------------- | ----------- |
| Durs (Type C2)         | Médiums (Type C3)      | Tendres (Type C4)      | Intermédiaires | Pluie       |

## Essais libres

### Première séance, le vendredi de 11 h à 12 h 30

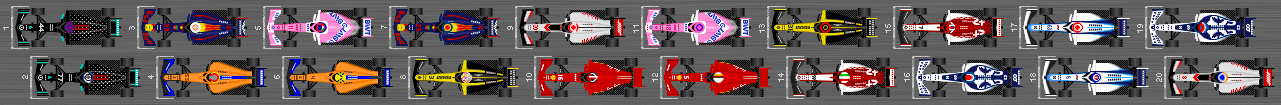
Schéma des résultats de la première séance d'essais libres du Grand Prix d'Autriche 2020.

| Pos. | Pilote           | Voiture                   | Chrono         | Écart     |
| ---- | ---------------- | ------------------------- | -------------- | --------- |
| 1    | Lewis Hamilton   | Mercedes                  | 1 min 04 s 816 |           |
| 2    | Valtteri Bottas  | Mercedes                  | 1 min 05 s 172 | + 0 s 356 |
| 3    | Max Verstappen   | Red Bull-Honda            | 1 min 05 s 418 | + 0 s 602 |
| 4    | Carlos Sainz Jr. | McLaren-Renault           | 1 min 05 s 431 | + 0 s 615 |
| 5    | Sergio Pérez     | Racing Point-BWT Mercedes | 1 min 05 s 512 | + 0 s 696 |
| 6    | Lando Norris     | McLaren-Renault           | 1 min 05 s 621 | + 0 s 805 |

### Deuxième séance, le vendredi de 15 h à 16 h 30
| Pos. | Pilote           | Voiture                   | Chrono         | Écart     |
| ---- | ---------------- | ------------------------- | -------------- | --------- |
| 1    | Lewis Hamilton   | Mercedes                  | 1 min 04 s 304 |           |
| 2    | Valtteri Bottas  | Mercedes                  | 1 min 04 s 501 | + 0 s 197 |
| 3    | Sergio Pérez     | Racing Point-BWT Mercedes | 1 min 04 s 945 | + 0 s 641 |
| 4    | Sebastian Vettel | Ferrari                   | 1 min 04 s 961 | + 0 s 657 |
| 5    | Daniel Ricciardo | Renault                   | 1 min 04 s 972 | + 0 s 668 |
| 6    | Lando Norris     | McLaren-Renault           | 1 min 05 s 087 | + 0 s 783 |

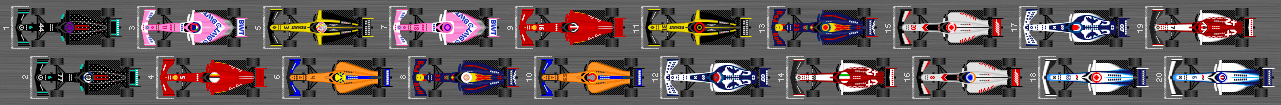
Schéma des résultats de la deuxième séance d'essais libres du Grand Prix d'Autriche 2020.

- À l'issue de la séance, Red Bull Racing porte officiellement réclamation contre les Mercedes-AMG F1 W11 EQ Performance de Lewis Hamilton et Valtteri Bottas à la suite de leur utilisation de la direction à double axe. Ce système (Dual Axis Steering) permet au pilote, en poussant ou en tirant son volant, de régler le parallélisme des pneus avant de la voiture, lors des entrée et sortie de virage, de manière à garder les pneus à température optimale[4]. Christian Horner précise qu'il a souhaité porter réclamation dès le vendredi afin de ne pas entacher les résultats des qualifications ou de la course. Red Bull insinue que la direction à double axe a une influence aérodynamique non autorisée par l'article 3.8 du règlement technique, ainsi qu'une action sur la géométrie de la suspension alors que la voiture roule selon l'article 10.2.3. La FIA ayant jugé le système légal, les commissaires sportifs pourraient se déclarer inaptes à trancher et l'affaire soit reportée[5],[6],[7],[8].

- Cinq heures après la réclamation de Red Bull contre le Dual Axis Steering de Mercedes, la FIA rend son verdict qui confirme la validité du système (qu'elle avait accepté une première fois il y a plusieurs mois). Mercedes a déclaré que le système n'a aucune influence directe sur la suspension elle-même de la voiture (puisqu'il s’agit d'une pièce jouant sur la direction), et qu'il n'affecte la géométrie des roues que comme le fait le volant dans n'importe quelle situation. Les commissaires jugent que le Dual Axis Steering : « permet au pilote d'ajuster l'angle d'ouverture des roues avant par un mouvement longitudinal du volant sur la colonne de direction. Le volant a deux degrés de liberté qui agissent indépendamment et ajustent l’ouverture. Le DAS est hydraulique, comme tout système conventionnel de direction en Formule 1, mais reste sous le contrôle du pilote tout le temps. Physiquement, il est intégré au système conventionnel de direction de la voiture. » Considéré à la fois comme un élément de direction inclus à l'ensemble du volant et ne modifiant pas les suspensions de manière illégale, il bénéficie : « des exceptions implicites à certaines règles sur la suspension applicables à la direction. » Malgré deux décisions de la fédération en faveur du DAS, Red Bull peut encore faire appel de ce jugement[9],[10],[11].

### Troisième séance, le samedi de 12 h à 13 h

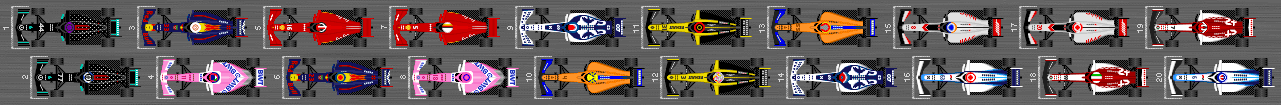
Schéma des résultats de la troisième séance d'essais libres du Grand Prix d'Autriche 2020.

| Pos. | Pilote          | Voiture                   | Chrono         | Écart     |
| ---- | --------------- | ------------------------- | -------------- | --------- |
| 1    | Lewis Hamilton  | Mercedes                  | 1 min 04 s 130 |           |
| 2    | Valtteri Bottas | Mercedes                  | 1 min 04 s 277 | + 0 s 147 |
| 3    | Max Verstappen  | Red Bull-Honda            | 1 min 04 s 413 | + 0 s 283 |
| 4    | Sergio Pérez    | Racing Point-BWT Mercedes | 1 min 04 s 605 | + 0 s 475 |
| 5    | Charles Leclerc | Ferrari                   | 1 min 04 s 703 | + 0 s 573 |
| 6    | Alexander Albon | Red Bull-Honda            | 1 min 05 s 725 | + 0 s 595 |

## Séance de qualifications

### Résultats des qualifications
| Pos.                                                                                      | Pilote             | Écurie                    | Qualifications 1 | Qualifications 2 | Qualifications 3 |
| ----------------------------------------------------------------------------------------- | ------------------ | ------------------------- | ---------------- | ---------------- | ---------------- |
| 1                                                                                         | Valtteri Bottas    | Mercedes                  | 1 min 04 s 111   | 1 min 03 s 015   | 1 min 02 s 939   |
| 2                                                                                         | Lewis Hamilton     | Mercedes                  | 1 min 04 s 198   | 1 min 03 s 096   | 1 min 02 s 951   |
| 3                                                                                         | Max Verstappen     | Red Bull-Honda            | 1 min 04 s 024   | 1 min 04 s 000   | 1 min 03 s 477   |
| 4                                                                                         | Lando Norris       | McLaren-Renault           | 1 min 04 s 606   | 1 min 03 s 819   | 1 min 03 s 626   |
| 5                                                                                         | Alexander Albon    | Red Bull-Honda            | 1 min 04 s 661   | 1 min 03 s 746   | 1 min 03 s 868   |
| 6                                                                                         | Sergio Pérez       | Racing Point-BWT Mercedes | 1 min 04 s 543   | 1 min 03 s 860   | 1 min 03 s 868   |
| 7                                                                                         | Charles Leclerc    | Ferrari                   | 1 min 04 s 500   | 1 min 04 s 041   | 1 min 03 s 923   |
| 8                                                                                         | Carlos Sainz Jr.   | McLaren-Renault           | 1 min 04 s 537   | 1 min 03 s 971   | 1 min 03 s 971   |
| 9                                                                                         | Lance Stroll       | Racing Point-BWT Mercedes | 1 min 04 s 309   | 1 min 03 s 955   | 1 min 04 s 029   |
| 10                                                                                        | Daniel Ricciardo   | Renault                   | 1 min 04 s 556   | 1 min 04 s 023   | 1 min 04 s 239   |
| 11                                                                                        | Sebastian Vettel   | Ferrari                   | 1 min 04 s 554   | 1 min 04 s 206   |                  |
| 12                                                                                        | Pierre Gasly       | AlphaTauri-Honda          | 1 min 04 s 603   | 1 min 04 s 305   |                  |
| 13                                                                                        | Daniil Kvyat       | AlphaTauri-Honda          | 1 min 05 s 031   | 1 min 04 s 431   |                  |
| 14                                                                                        | Esteban Ocon       | Renault                   | 1 min 04 s 933   | 1 min 04 s 643   |                  |
| 15                                                                                        | Romain Grosjean    | Haas-Ferrari              | 1 min 05 s 094   | 1 min 04 s 691   |                  |
| 16                                                                                        | Kevin Magnussen    | Haas-Ferrari              | 1 min 05 s 164   |                  |                  |
| 17                                                                                        | George Russell     | Williams-Mercedes         | 1 min 05 s 167   |                  |                  |
| 18                                                                                        | Antonio Giovinazzi | Alfa Romeo-Ferrari        | 1 min 05 s 175   |                  |                  |
| 19                                                                                        | Kimi Räikkönen     | Alfa Romeo-Ferrari        | 1 min 05 s 224   |                  |                  |
| 20                                                                                        | Nicholas Latifi    | Williams-Mercedes         | 1 min 05 s 757   |                  |                  |
| Temps minimal à réaliser pour la qualification : 1 min 08 s 505 (107 % de 1 min 04 s 024) |                    |                           |                  |                  |                  |

### Grille de départ
- Lewis Hamilton, auteur du deuxième temps, est pénalisé d'un recul de trois places sur la grille pour ne pas avoir suffisamment ralenti alors que des drapeaux jaunes étaient agités lors de son deuxième tour rapide en Q3. Blanchi par les commissaires le samedi[14], il est ensuite sanctionné le dimanche après que Red Bull a déposé une réclamation. Les commissaires admettent que la vidéo embarquée de la voiture présente un nouvel élément significatif qui n'était pas en leur possession le samedi et ont revu la situation : « Les commissaires ont entendu le pilote de la voiture no 44 (Lewis Hamilton) et le représentant de l'équipe, ils ont étudié la nouvelle preuve vidéo et les preuves télémétriques. La nouvelle vidéo montre clairement qu'un signal lumineux jaune clignote sur la gauche de la piste au virage no 5. Un signal lumineux vert clignotait à la fin du secteur 9. Prenant ces faits en compte, les commissaires déterminent que la décision est modifiée et que la pénalité s'applique »[15],[16],[17].

## Course

### Déroulement de l'épreuve
La première course sans spectateurs de l'histoire de la Formule 1 s'annonce dans des conditions climatiques estivales : le ciel est dégagé, il fait 27 °C et la température de la piste est mesurée à 53 °C. En soutien à la lutte contre le racisme, tous les pilotes respectent un moment de silence et portent un T-shirt noir avant le départ, la plupart affichant le slogan End Racism, Lewis Hamilton portant pour sa part un T-shirt noir arborant la mention Black Lives Matter. Quatorze pilotes mettent également un genou à terre en soutien au mouvement Black Lives Matter,.
Moins d'une heure avant le départ, Lewis Hamilton est pénalisé de trois places sur la grille et laisse la deuxième place à Max Verstappen alors que Lando Norris et Alexander Albon, qui se partagent la deuxième ligne, obtiennent tous deux les meilleures positions sur la grille de leur carrière. À l'extinction des feux, Bottas prend son envol et compte rapidement deux secondes d'avance sur ses plus proches poursuivants alors que les positions restent inchangées malgré plusieurs attaques de Norris sur Verstappen, d'Hamilton sur Albon et de Charles Leclerc sur Sergio Pérez.
Au troisième tour, Albon dépasse Norris avec l'aide du DRS et Hamilton l'imite au début du tour suivant. Hamilton dépasse Albon de la même manière au neuvième tour alors que Bottas enchaîne les meilleurs tours à l'avant. Au onzième tour, Max Verstappen est victime d'un problème électronique et abandonne alors qu'il était deuxième : Valtteri Bottas compte alors sept secondes d'avance sur son plus proche poursuivant. Au dix-huitième tour, Daniel Ricciardo est victime d'une surchauffe moteur et abandonne, tout comme Lance Stroll trois tours plus tard. Au vingt-sixième tour, alors que les écuries commencent à envisager la première vague d'arrêts aux stands, Kevin Magnussen tire tout droit dans le virage no 3, victime d'une défaillance de ses freins alors qu'il était en duel avec Esteban Ocon. Quand la voiture de sécurité fait son apparition en piste, tous les pilotes en profitent pour rentrer aux stands et chausser des pneus durs, dans l'optique de terminer la course en s'arrêtant une seule fois, sauf Sergio Pérez qui choisit une monte intermédiaire. Ce dernier, libéré rapidement par Racing Point, manque de percuter Norris à la sortie des stands ; les deux pilotes conservent leurs positions alors que les commissaires notent l'incident entre les deux pilotes.
À la relance, Bottas contrôle ses poursuivants et ne se fait pas surprendre. Plus loin, une bataille à trois entre Leclerc, Sainz et Sebastian Vettel tourne au désavantage de l'Allemand : en essayant d'attaquer son concurrent espagnol, il le touche et part en tête-à-queue, reprenant la piste en quinzième position. À la faveur de ses pneus plus tendres, Pérez dépasse Norris pour s'emparer de la quatrième position pendant qu'à l'avant, les Mercedes creusent un nouvel écart d'une dizaine de secondes sur leurs poursuivants. Bottas et Hamilton se trouvent en revanche à moins d'une seconde l'un de l'autre, mais quand l'Anglais demande un surcroît de puissance pour viser la première place, les deux pilotes reçoivent des consignes de prudence de leur écurie. Quelques tours plus tard, James Vowles, responsable de la stratégie chez Mercedes, renouvelle ces consignes et demande à ses pilotes d'éviter de rouler sur les vibreurs.
Au cinquante-et-unième tour, les freins de Romain Grosjean lâchent et il abandonne pour la même raison que son coéquipier quelques tours plus tôt. Dans le même tour, George Russell est victime d'un problème de pression de carburant, se gare sur le bas-côté et provoque une deuxième sortie de la voiture de sécurité. Albon, Norris et Leclerc en profitent pour passer aux stands mais les Mercedes et la Racing Point de Pérez en ont déjà dépassé l'entrée et ne peuvent changer de pneumatiques. À la relance, elles conservent néanmoins leurs positions alors qu'Albon profite d'un blocage de roues de Pérez pour récupérer la troisième place. Au même moment, la roue avant droite de Kimi Räikkönen se détache de sa monoplace, le contraignant à l'abandon et entraînant un retour immédiat de la voiture de sécurité.
La course est relancée au soixante-et-unième tour et Alexander Albon, équipé de pneus plus tendres et plus frais que Lewis Hamilton, tente de le dépasser par l'extérieur dans le virage no 4. Les deux pilotes se touchent, Albon part en tête-à-queue et reprend la piste en treizième et dernière position alors qu'Hamilton conserve sa deuxième place. L'incident est similaire à celui qui ayant impliqué les deux mêmes pilotes au Brésil l'année précédente et les commissaires s'en saisissent : quatre tours plus tard, ils infligent au Britannique une pénalité de 5 secondes applicable en fin de course, le contraignant à accélérer pour tenter de creuser l'écart sur ses poursuivants, malgré les craintes sur sa boîte de vitesses évoquées lors du deuxième relais. 
Au soixante-quatrième tour, Charles Leclerc dépasse Lando Norris par l'extérieur du virage no 4 et, dans la soixante-sixième boucle, double Sergio Pérez pour le gain de la troisième place ; deux tours plus tard, le Mexicain est pénalisé de 5 secondes en raison de sa sortie des stands dangereuse quarante tours plus tôt alors qu'Alexander Albon, en queue de peloton, abandonne. Au soixante-neuvième tour, Daniil Kvyat range sa monoplace dans une voie de dégagement après avoir été touché par Sebastian Vettel. Dans le même tour, Lando Norris dépasse Pérez et accélère pour tenter de revenir à moins de cinq secondes de Lewis Hamilton et s'assurer son premier podium en Formule 1.
Valtteri Bottas, après avoir mené l'intégralité de la course en tête, remporte sa huitième victoire en Formule 1 ; il termine devant son coéquipier Lewis Hamilton et Charles Leclerc, remonté de la septième place sur la grille de départ. Toutefois, Lando Norris, qui réalise le meilleur tour en course lors du dernier tour, termine à 4,8 secondes d'Hamilton, ce qui lui permet de récupérer la troisième position en raison de la pénalité du Britannique. Hamilton prend donc la quatrième place, devant Sainz, Pérez, Gasly, Ocon, Giovinazzi et Vettel qui complète le top dix. Pour son premier Grand Prix, Nicholas Latifi échoue à la porte des points en prenant la onzième place alors que les neuf autres pilotes engagés ne terminent pas la course.

### Classement de la course
| Pos. | no | Pilote             | Écurie                    | Tours | Temps/Abandon                      | Grille | Points |
| ---- | -- | ------------------ | ------------------------- | ----- | ---------------------------------- | ------ | ------ |
| 1    | 77 | Valtteri Bottas    | Mercedes                  | 71    | 1 h 30 min 55 s 739 (202,214 km/h) | 1      | 25     |
| 2    | 16 | Charles Leclerc    | Ferrari                   | 71    | + 2 s 700                          | 7      | 18     |
| 3    | 4  | Lando Norris       | McLaren-Renault           | 71    | + 5 s 491                          | 3      | 15 + 1 |
| 4    | 44 | Lewis Hamilton     | Mercedes                  | 71    | + 5 s 689 (dont 5 s de pénalité)   | 5      | 12     |
| 5    | 55 | Carlos Sainz Jr.   | McLaren-Renault           | 71    | + 8 s 903                          | 8      | 10     |
| 6    | 11 | Sergio Pérez       | Racing Point-BWT Mercedes | 71    | + 15 s 092 (dont 5 s de pénalité)  | 6      | 8      |
| 7    | 10 | Pierre Gasly       | AlphaTauri-Honda          | 71    | + 16 s 682                         | 12     | 6      |
| 8    | 31 | Esteban Ocon       | Renault                   | 71    | + 17 s 456                         | 14     | 4      |
| 9    | 99 | Antonio Giovinazzi | Alfa Romeo-Ferrari        | 71    | + 21 s 146                         | 18     | 2      |
| 10   | 5  | Sebastian Vettel   | Ferrari                   | 71    | + 24 s 545                         | 11     | 1      |
| 11   | 6  | Nicholas Latifi    | Williams-Mercedes         | 71    | + 31 s 650                         | 20     |        |
| 12   | 26 | Daniil Kvyat       | AlphaTauri-Honda          | 69    | Suspension                         | 13     |        |
| 13   | 23 | Alexander Albon    | Red Bull-Honda            | 67    | Moteur                             | 4      |        |
| Abd. | 7  | Kimi Räikkönen     | Alfa Romeo-Ferrari        | 53    | Perte d'une roue                   | 19     |        |
| Abd. | 63 | George Russell     | Williams-Mercedes         | 49    | Pression d'essence                 | 17     |        |
| Abd. | 8  | Romain Grosjean    | Haas-Ferrari              | 49    | Freins                             | 15     |        |
| Abd. | 20 | Kevin Magnussen    | Haas-Ferrari              | 24    | Freins                             | 16     |        |
| Abd. | 18 | Lance Stroll       | Racing Point-BWT Mercedes | 20    | Moteur                             | 9      |        |
| Abd. | 3  | Daniel Ricciardo   | Renault                   | 17    | Surchauffe                         | 10     |        |
| Abd. | 33 | Max Verstappen     | Red Bull-Honda            | 11    | Électronique                       | 2      |        |

### Pole position et record du tour
- Pole position :  Valtteri Bottas (Mercedes) en 1 min 2 s 939 (246,982 km/h)[29].
- Meilleur tour en course :  Lando Norris (McLaren-Renault) en 1 min 7 s 475 (230,379 km/h) au soixante-et-onzième tour; troisième de l'épreuve, il remporte le point bonus associé au meilleur tour en course[30].

### Tours en tête
- Valtteri Bottas (Mercedes) : 71 tours (1-71)[31]

## Classements généraux à l'issue de la course
| Pos. | Pilote             | Écurie                    | Points |
| ---- | ------------------ | ------------------------- | ------ |
| 1    | Valtteri Bottas    | Mercedes                  | 25     |
| 2    | Charles Leclerc    | Ferrari                   | 18     |
| 3    | Lando Norris       | McLaren-Renault           | 16     |
| 4    | Lewis Hamilton     | Mercedes                  | 12     |
| 5    | Carlos Sainz Jr.   | McLaren-Renault           | 10     |
| 6    | Sergio Pérez       | Racing Point-BWT Mercedes | 8      |
| 7    | Pierre Gasly       | AlphaTauri-Honda          | 6      |
| 8    | Esteban Ocon       | Renault                   | 4      |
| 9    | Antonio Giovinazzi | Alfa Romeo-Ferrari        | 2      |
| 10   | Sebastian Vettel   | Ferrari                   | 1      |

| Pos. | Écurie                    | Points |
| ---- | ------------------------- | ------ |
| 1    | Mercedes                  | 37     |
| 2    | McLaren-Renault           | 26     |
| 3    | Ferrari                   | 19     |
| 4    | Racing Point-BWT Mercedes | 8      |
| 5    | AlphaTauri-Honda          | 6      |
| 6    | Renault                   | 4      |
| 7    | Alfa Romeo-Ferrari        | 2      |

## Statistiques
Le Grand Prix d'Autriche 2020 représente :
- la 12e pole position pour Valtteri Bottas[34] ;
- la 8e victoire pour Valtteri Bottas[35] ;
- le 1er podium pour Lando Norris[36] ;
- le 1er meilleur tour en course pour Lando Norris[37] ;
- le 1er Grand Prix pour Nicholas Latifi, après 11 engagements en tant que troisième pilote[38] ;
- le 1er Grand Prix mené intégralement par Valtteri Bottas[39] ;
- la 103e victoire de Mercedes Grand Prix en tant que constructeur[40] ;
- la 189e victoire de Mercedes en tant que motoriste[41].

Au cours de ce Grand Prix :
- Les Mercedes W11 apparaissent à Spielberg peintes en noir, afin d’afficher le soutien de l'écurie à la lutte contre le racisme et toute autre forme de discrimination. Toto Wolff déclare : « Le racisme et la discrimination n’ont pas leur place dans notre société, notre sport ou notre équipe : c'est une croyance fondamentale chez Mercedes[42]. » ;
- Valtteri Bottas obtient sa 3e pole position sur le Red Bull Ring lors de ses quatre derniers Grands Prix sur ce circuit au volant d'une Mercedes[43] ;
- Valtteri Bottas passe la barre des 1 300 points inscrits en Formule 1 (1 314 points inscrits)[44] ;
- En s'élançant de la troisième place, Lando Norris prend son meilleur départ depuis le début sa carrière en Formule 1[45] ;
- En partant de la quatrième place, Alexander Albon obtient également la meilleure position sur la grille de sa carrière en Formule 1[46] ;
- Lando Norris devient le deuxième plus jeune pilote (à 20 ans 7 mois et 22 jours) à établir un meilleur tour en course en Formule 1 ; il devance Nico Rosberg (Bahreïn 2006)[47].
- Lando Norris, en terminant troisième, devient également le troisième plus jeune pilote à monter sur un podium en Formule 1 ; il devance Sebastian Vettel, vainqueur en Italie en 2008[48] ;
- Lewis Hamilton inscrit des points pour la 34e fois consécutive et améliore son précédent record entre les Grand Prix automobile du Japon 2016 et Grand Prix automobile de France 2018[49] ;
- Alexander Albon est élu « Pilote du jour » à l'issue d'un vote organisé sur le site officiel de la Formule 1[50] ;
- Vitantonio Liuzzi (80 départs en Grands Prix entre 2005 et 2011, 26 points inscrits) est nommé conseiller par la FIA pour aider dans leurs jugements le groupe des commissaires de course[51].